# Ascendancy
Ascendancy är det amerikanska metalbandet Triviums andra studioalbum, utgivet i mars 2005 av Roadrunner Records.
Fyra singlar släpptes från albumet, "Like Light to the Flies", "Pull Harder on the Strings of Your Martyr", "A Gunshot to the Head of Trepidation" och "Dying in Your Arms".

## Låtlista
1. "The End of Everything" - 1:20
2. "Rain" - 4:11
3. "Pull Harder on the Strings of Your Martyr" - 4:51
4. "Drowned and Torn Asunder" - 4:17
5. "Ascendancy" - 4:25
6. "A Gunshot to the Head of Treptation" - 5:55
7. "Like Light to the Flies" - 5:40
8. "Dying in Your Arms" - 2:53
9. "The Deceived" - 5:11
10. "Sufforcating Sight" - 3:47
11. "Departure" - 5:41
12. "Declaration" - 7:00

## Medverkande
- Matthew K. Heafy - gitarr, ledande sång
- Corey Beaulieu - gitarr, sång
- Paolo Gregoletto - bas, sång
- Travis Smith - trummor, slagverk